# Vithalsad trast
För fågelarten Turdus albicollis, se halsbandstrast.
Vithalsad trast (Turdus albocinctus) är en bergslevande asiatisk fågel i familjen trastar inom ordningen tättingar.

## Utseende och läten
Vithalsad trast är en stor (26,5-28,5 cm) trast med mörk dräkt, brett vit halsband och gula ben. Hanen är svartaktig och halsbandet är vitt, medan honan är varmt mörkbrun med mer gråaktigt halsband. Sången är en sorgsam, mjuk och enkel serie visslingar som på engelska återges "tew-i tew-u tew-o" som upprepas fem till sju gånger i minuten och ibland blandas upp med gnisslande ljud. Lätet är ett högljutt "tack-tack-tack-tack...".

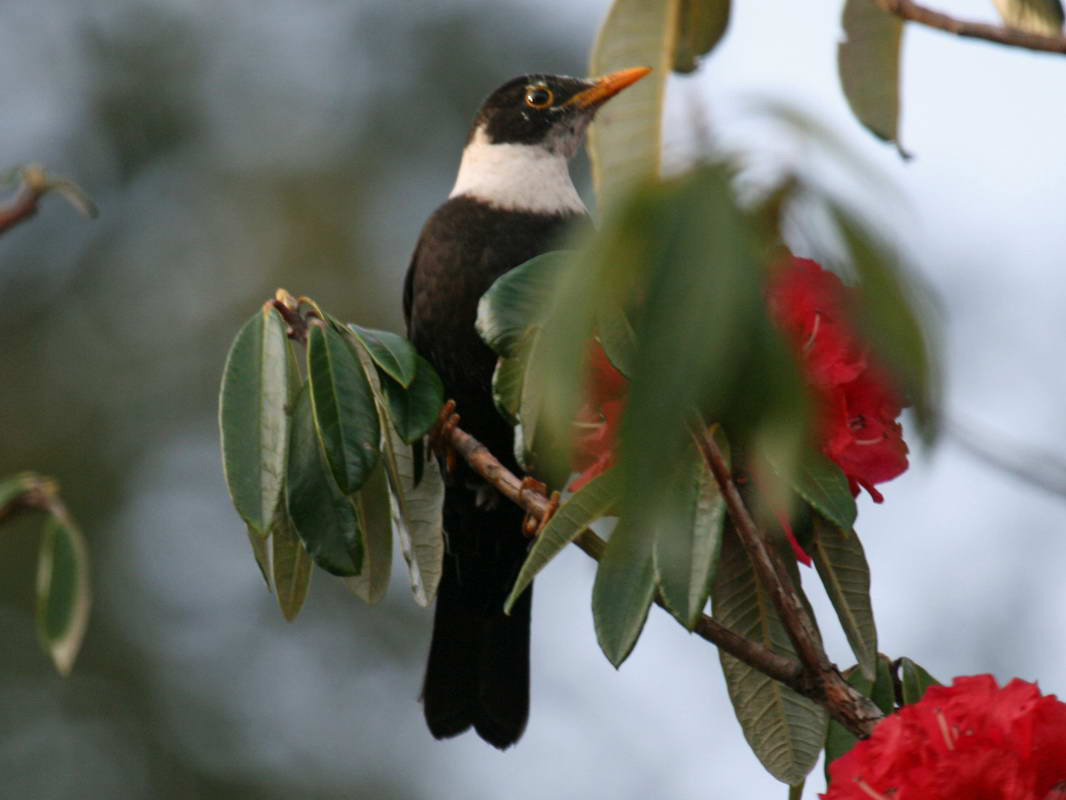

## Utbredning och systematik
Vithalsad trast förekommer från Himalaya i norra Indien till sydöstra Tibet, sydvästra Kina och nordvästra Myanmar. Den behandlas som monotypisk, det vill säga att den inte delas in i några underarter. Fågeln är närmast släkt med kastanjetrasten (Turdus rubrocanus).

## Levnadssätt
Vithalsad trast häckar i skogskanter och gläntor i nedre kanten av barrskogsbältet, helst i granskog, på mellan 2100 och 4000 meters höjd. Den lever av ryggradslösa djur som insekter och maskar, men även frukt och bär från hagtorn, paradisäpple, järnek eller oxbär. Fågeln häckar mellan mars och juli och bygger ett kompakt och stort skålformat bo av gräs, mossa och smårötter, placerat en till tre meter upp i ett träd. Den lägger tre till fyra blekblå ägg med rödbruna fläckar. Arten är delvis flyttfågel som rör sig till lägre nivåer vintertid.

## Status och hot
Arten har ett stort utbredningsområde, men tros minska i antal, dock inte tillräckligt kraftigt för att den ska betraktas som hotad. Internationella naturvårdsunionen IUCN listar arten som livskraftig (LC). Världspopulationen har inte uppskattats men beskrivs som ganska vanlig.